# Samantha!
Samantha! é uma série de televisão brasileira de comédia criada por Felipe Braga e produzida pelo serviço de streaming Netflix em parceria com a produtora Los Bragas. É a primeira série brasileira do gênero produzida pela plataforma e a terceira produzida no Brasil depois de 3% e O Mecanismo. Ela é dirigida por Luis Pinheiros e Julia Jordão, e roteirizada por Roberto Vitorino, Patricia Corso, Rafael Lessa e Filipe Valerim.

## Produção
A Netflix confirmou a produção da série em fevereiro de 2017, durante uma coletiva de imprensa dada pelo seu fundador. Seu teaser oficial foi lançado em junho de 2018, anunciando sua estreia para o dia 6 de julho do mesmo ano. Meses antes, o serviço confirmou a produção de sua segunda temporada para 2019.
Em 2020, a Netflix cancelou a série após 2 temporadas.

## Enredo
A série conta a história de uma ex-celebridade mirim da década de 1980 que caiu no esquecimento após entrar na adolescência e tenta retornar aos holofotes com planos absurdos. Samantha é casada com Dodói, um ex-jogador de futebol que acabou de voltar para casa após passar mais de dez anos na prisão e, juntos, eles têm dois filhos cheios de manias, Cindy e Brandon.

## Elenco

### Principal
| Emanuelle Araújo | Samantha Alencar       |       |  |
| Douglas Silva    | Douglas Matias (Dodói) |       |  |
| Sabrina Nonata   | Cindy Alencar          |       |  |
| Cauã Gonçalves   | Brandon Alencar        |       |  |
| Daniel Furlan    | Marcinho               |       |  |
| Rodrigo Pandolfo | Tico                   | part. |  |
| Maurício Xavier  | Afonso (Bolota)        | part. |  |

### Recorrente
| Duda Gonçalves   | Samantha (criança) |  |  |
| Enzo Oviedo      | Tico (criança)     |  |  |
| Sidney Alexandre | Bolota (criança)   |  |  |
| Ary França       | Zé Cigarrinho      |  |  |
| Lorena Comparato | Laila              |  |  |
| Zezeh Barbosa    | Socorro Matias     |  |  |

### Participações especiais
| Ator                 | Personagem                          |
| -------------------- | ----------------------------------- |
| Alice Braga          | Symantha                            |
| Alessandra Negrini   | Liliane / Menina Cogumelo           |
| Fernanda Matias      | Liliane / Menina Cogumelo (criança) |
| Bianca Comparato     | Diretora do Plimplom                |
| Cris Nicolotti       | Diretora do Plimplom                |
| Alessandra Maestrini | Carmem Vecino                       |
| Felipe Abib          | Leo                                 |
| Jean Pierre Noher    | Pablo Anton                         |
| Rosaly Papadopol     | Norminha                            |
| Luciana Vendramini   | Lenny K                             |
| Giovanna Chaves      | Valentina Vitória                   |
| Paulo Tiefenthaler   | Flávio Junior                       |
| Carol Melgaço        | Jéssica                             |
| Taiguara Nazareth    | Marquito Vareta / Marcão            |
| Amanda Lyra          | Assistente direção de Pablo         |
| Shirley Cruz         | Assistente direção de Flávio        |
| Carlos Meceni        | Comentarista da Rádio               |
| Felipe Montanari     | Comentarista da Rádio               |
| Gilda Nomacce        | Mendiga fã dos PlimPlom             |
| Mariana Xavier       | Leonor                              |
| Renata Augusto       | Sibele                              |
| Felipe Abib          | Leon                                |
| Cláudia Missura      | Drª Bárbara Basso                   |
| Lavínia Pannunzio    | Silvia                              |
| Gretchen             | Ela mesma                           |
| Luciana Gimenez      | Ela mesma                           |
| Nicole Bahls         | Ela mesma                           |
| Sabrina Sato         | Ela mesma                           |

## Recepção da crítica
Escrevendo para o site Cine Pop, Rafaela Gomes elogiou Samantha!, dando a série uma avaliação de 4 estrelas de 5: "Samantha! traz consigo um humor rico por suas contextualizações autênticas, brincando com os maneirismos das duas épocas, nos colocando como espectadores que observam estes universos de fora e chegam a ser capazes de sinalizar os aspectos ridículos com os quais nos acostumamos, em virtude da familiarização." Porém, ela acrescenta que seus três primeiros episódios "cambaleiam", com a série demonstrando ser mais interessante nos episódios seguintes, pela sua veracidade simbólica criada entre os anos de 80 e 2010.
Doktor Bruce do site Freak Pop, afirmou que a série "é simplesmente genial", e que a considera uma das melhores comédias brasileiras, satirizando os absurdos que ocorriam na TV brasileira nos anos 80, e que ela busca elementos atuais sobre àquelas pessoas que tentam se manter na mídia a todo custo.

## Episódios
| Temporada | Temporada | Episódios | Episódios | Originalmente lançado |
| --------- | --------- | --------- | --------- | --------------------- |
|           | 1         | 7         | 7         | 6 de julho de 2018    |
|           | 2         | 7         | 7         | 19 de abril de 2019   |

### 1.ª temporada(2018)
| N.º na série | N.º na temp. | Título       | Exibição original  |
| --- | ------------ | ------------ | ------------------ |
| 1 | 1            | "Episódio 1" | 6 de julho de 2018 |
| Dodói, o ex de Samantha, sai da cadeia e tenta provar que é um bom pai. Samantha percebe que a volta dele pode ser boa para sua carreira.                         |              |              |                    |
| 2 | 2            | "Episódio 2" | 6 de julho de 2018 |
| Samantha e Dodói gravam um comercial de cerveja juntos. De formas diferentes, o roteiro publicitário acaba sendo um desafio para ambos.                           |              |              |                    |
| 3 | 3            | "Episódio 3" | 6 de julho de 2018 |
| Brandon tenta colocar seu pai em forma. Samantha participa como jurada de um programa de calouros. Cindy surpreende a família toda.                               |              |              |                    |
| 4 | 4            | "Episódio 4" | 6 de julho de 2018 |
| Dodói se envolve com Laila, uma celebridade das redes sociais. Samantha tenta conquistar seguidores no Instagram viajando para "Paris".                           |              |              |                    |
| 5 | 5            | "Episódio 5" | 6 de julho de 2018 |
| Samantha participa de um reality show e toda a família é afetada. Dodói tenta a carreira de comentarista esportivo no rádio.                                      |              |              |                    |
| 6 | 6            | "Episódio 6" | 6 de julho de 2018 |
| Para tentar reverter a maré de azar, Samantha resolve realizar o último pedido de Zé Cigarrinho: que os Plimplons se reúnam para jogar suas cinzas por Varre-Sai. |              |              |                    |
| 7 | 7            | "Episódio 7" | 6 de julho de 2018 |
| Uma figura do passado reaparece e cai como uma bomba na vida de Samantha. Sozinhos em casa, Cindy e Brandon arrumam confusão.                                     |              |              |                    |

### 2.ª temporada(2019)
| N.º na série | N.º na temp. | Título       | Exibição original   |
| --- | ------------ | ------------ | ------------------- |
| 8 | 1            | "Episódio 1" | 19 de abril de 2019 |
| Antigos companheiros de banda transformam a biografia não autorizada de Samantha em filme, e ela só pensa em provar que não é imatura como eles a pintaram.       |              |              |                     |
| 9 | 2            | "Episódio 2" | 19 de abril de 2019 |
| Dodói passa o dia tentando agradar a mãe. Samantha decide dar um tempo da mídia. Tico e Bolota tentam achar uma atriz para interpretá-la.                         |              |              |                     |
| 10 | 3            | "Episódio 3" | 19 de abril de 2019 |
| Samantha resolve dar uma de feminista, para desespero de Cindy. Dodói faz terapia. A vó de Brandon tenta convencê-lo a experimentar uma nova paixão.              |              |              |                     |
| 11 | 4            | "Episódio 4" | 19 de abril de 2019 |
| Samantha tenta atrair a atenção de um diretor de teatro em uma festa, mas é o marido quem faz sucesso. Laila dá conselhos românticos a Cindy.                     |              |              |                     |
| 12 | 5            | "Episódio 5" | 19 de abril de 2019 |
| Carmen tenta arrancar emoções de Samantha, chega até a apelar para uma camisa de força, mas a ex-estrela faz de tudo para reprimir seus traumas de infância.      |              |              |                     |
| 13 | 6            | "Episódio 6" | 19 de abril de 2019 |
| Faltando um dia para a estreia, Samantha ainda não consegue dizer a palavra "órfã" e decide procurar uma especialista em hipnose para tentar resolver o problema. |              |              |                     |
| 14 | 7            | "Episódio 7" | 19 de abril de 2019 |
| Após o monólogo sombrio de Samantha, uma fã obsessiva sequestra a atriz com o objetivo de torná-la feliz e otimista novamente.                                    |              |              |                     |